# Алакинце
Алакинце (серб. Алакинце) — населённый пункт в общине Сурдулица Пчиньского округа Сербии.

## Население
Согласно переписи населения 2002 года, в селе проживало 1503 человека (1409 сербов, 32 болгара и другие).
| Численность населения | Численность населения | Численность населения | Численность населения | Численность населения | Численность населения | Численность населения | Численность населения |
| 1948                  | 1953                  | 1961                  | 1971                  | 1981                  | 1991                  | 2002                  | 2011                  |
| --------------------- | --------------------- | --------------------- | --------------------- | --------------------- | --------------------- | --------------------- | --------------------- |
| 607                   | 651                   | 681                   | 705                   | 1008                  | 1394                  | 1503                  | 1547                  |

## Религия
В селе располагался средневековый православный монастырь, разрушенный в 1572—1573 годах карательными действиями янычар.